# ハートサムラーン郡
座標: 北緯7度14分24秒 東経99度34分36秒 / 北緯7.24000度 東経99.57667度
ハートサムラーン郡（ハートサムラーンぐん）はタイ南部・トラン県にある郡（アムプー）である。

## 名称
ハートサムラーンとは「快楽の浜」と言う意味である。

## 歴史
ハートサムラーン分郡（キンアムプー）がパリエン郡から1994年4月30日分離し成立。
2007年5月15日の対政府の決定により81の分郡が郡に昇格することとなった。このためハートサムラーン分郡は昇格し、同年8月24日の官報の発行により公的に昇格が確認された。

## 地理
西と南北を海に囲まれており東はパリエン郡と接する。西の海岸にはハート・サムラーンと呼ばれるビーチが広がっている。市内の主な河川はパークプロン川である。
交通は国道4235が東に延びておりパリエン郡と通じる。

## 経済
郡の経済は農業、および漁業で成り立っている。主な農業生産品はパラゴムノキ。漁業生産品はブラックタイガーや魚の養殖などである。

## 行政区分
郡は3のタムボンに分かれさらにその下位に21の村（ムーバーン）がある。郡内に自治体（テーサバーン）はない。また、郡内には3のタムボン行政体（オンカーンボーリハーンスワンタムボン）がある。
| 1. タムボン・ハートサムラーン・・・ตำบลหาดสำราญ 2. タムボン・バーウィー・・・ตำบลบ้าหวี 3. タムボン・タセ・・・ตำบลตะเสะ | Map of Tambon |